# ماریا بارانکو
ماریا بارانکو (اسپانیایی: María Barranco‎؛ زادهٔ ۱۱ ژوئن ۱۹۶۱) بازیگر اهل اسپانیا است.
او تا کنون برندهٔ ۲ جایزه گویا و همچنین جایزه کرئو د سن ژردی شده است.
از فیلم‌ها یا برنامه‌های تلویزیونی که وی در آن نقش داشته است، می‌توان به دهان‌به‌دهان، جادوگران سوگاراموردی، سنجاب قرمز، زنان در آستانه فروپاشی عصبی، همه مردها مثل هم هستند و دختر رؤیاهای شما اشاره کرد.